# Port lotniczy Southwest Florida
Port lotniczy Southwest Florida (IATA: RSW, ICAO: KRSW) – port lotniczy położony 15 km na południowy wschód od Fort Myers, w stanie Floryda, w Stanach Zjednoczonych.